# Aweyde
Aweyde – polski herb szlachecki.

## Opis herbu
Na tarczy dzielonej w pas w polu górnym, błękitnym lew kroczący złoty. W polu dolnym, złotym, trzy pasy błękitne. Klejnot: Pół lwa wspiętego, złotego.

## Najwcześniejsze wzmianki
Nobilitacja z 1660 roku.

## Herbowni
Jedna rodzina herbownych (herb własny):
Aweyde, Aveyde.